# Michael Hakimi
Michael Hakimi (* 1968 in Eutin) ist ein deutscher Künstler und Professor für Freie Kunst an der Akademie der Bildenden Künste Nürnberg.

## Leben und Werk
Hakimi studierte 1990–1993 an der Hochschule für Gestaltung Offenbach sowie von 1993 bis 1997 an der Hochschule für Bildende Künste Hamburg. Er lebt und arbeitet in Berlin. Im Jahr 2011 wurde er zum Professor für Freie Kunst an der Akademie der Bildenden Künste Nürnberg berufen.

## Ausstellungen (Auswahl)
- 2011: Zeichnung ?, Kunstverein Nürnberg
- 2009: Michael Hakimi, Temporäre Kunsthalle Berlin
- 2007: Ibon Aranberri / Minerva Cuevas / Michael Hakimi, Kunsthalle Basel
- 2007: LE NUAGE MAGELLAN, Centre Pompidou, Paris
- 2005: ars viva 04/05 Zeit / Time Kunstverein Düsseldorf
- 2004: ars viva 04/05 Zeit, Kunsthalle Mannheim